# Ara de Spix
Cyanopsitta spixii
 (mai 2015).
Si vous disposez d'ouvrages ou d'articles de référence ou si vous connaissez des sites web de qualité traitant du thème abordé ici, merci de compléter l'article en donnant les références utiles à sa vérifiabilité et en les liant à la section « Notes et références ».
Genre
Espèce
Statut de conservation UICN

EW : Éteint à l'état sauvage
Statut CITES
L’Ara de Spix (Cyanopsitta spixii) est une espèce d'oiseaux considérée comme éteinte à l'état sauvage — bien qu'un spécimen ait été filmé en 2016 — appartenant à la famille des psittacidés. Il a été nommé ainsi en hommage au zoologiste et explorateur allemand Johann Baptist von Spix (1781-1826).
En septembre 2018, l'ONG Birdlife International annonce que l'espèce est éteinte à l'état sauvage,.
En juin 2018, un accord de partenariat concernant un vaste programme de réintroduction de l'Ara de Spix dans son milieu naturel est conclu au parc belge Pairi Daiza. Celui-ci réunit le Ministère brésilien de l’Environnement, la fondation Pairi Daiza, l'Institut Chico Mendes de Conservation de la Biodiversité (Brésil) et l'Association for the Conservation of Threatened Parrots (de) (Allemagne). Le 11 juin 2022, huit de ces perroquets ont été réintroduits dans la nature après 20 ans d'extinction à l’état sauvage,.

## Description
Cet ara mesure 55 à 60 cm de longueur pour un poids de 340 à 350 g, entièrement bleu, légèrement verdâtre sur la poitrine et le ventre. La tête est gris clair teintée de bleu et le bec noirâtre.

### Alimentation
L'Ara de Spix se nourrit principalement de graines et d'arachides provenant de végétaux non endémiques du Brésil, on y trouve notamment des noix de Pin du Paranà et de Cnidoscolus quercifolius qui ont été introduits d'Argentine. Le premier est un arbre en danger critique d'extinction et dont l’exploitation massive par l'homme a contribué à la diminution du garde-manger naturel des Aras de Spix.
On y trouve aussi de nombreux autres arachides et graines comme les Baraùna, les Facheiro et toutes les plantes de la famille des Phoradendrons.

### Population et conservation
Bien que totalement protégé par la législation brésilienne depuis 1967, l’Ara de Spix n’a été redécouvert dans la nature qu’en 1985, quand 5 oiseaux (dont 2 couples) furent localisés dans le Nord de l’État de Bahia. Des piégeurs avaient été actifs dans la région pendant une quinzaine d’années, capturant au minimum 23 oiseaux, voire 40, et il semble qu’en 1988 les 5 derniers avaient été braconnés. Cependant, un dernier survivant sauvage fut localisé en 1990. On se rendit compte alors que, si le piégeage était responsable de la raréfaction récente de l’espèce, sa cause essentielle était la destruction des forêts constituant son habitat de nidification, dont il ne subsisterait plus que 30 km2.
En 1990, les autorités brésiliennes de conservation de la nature ont créé un Comité permanent pour la restauration de l’Ara de Spix, qui rassemble diverses parties intéressées, dont la plupart des détenteurs d’oiseaux captifs, ainsi que des représentants d’organismes internationaux de conservation de la nature. Des essais ont été tentés afin d’améliorer les résultats de la reproduction en captivité, ce qui a porté à plus de 30 individus le nombre d’aras captifs ; mais la plupart de ceux-ci sont très apparentés, ce qui pourrait entraîner des problèmes de consanguinité. En outre, se pose la question de savoir si des oiseaux nés en captivité ont la capacité de servir réellement les intérêts de l’espèce. En effet, chez les aras, les relations avec leur milieu sont basées sur l’apprentissage et la transmission des traditions. Il leur faut des années pour découvrir les secrets de leur environnement, et il semble peu probable que des oiseaux nés en captivité et appartenant à une espèce éteinte à l’état sauvage seraient aptes, en partant de zéro, à retrouver les informations dont ils ont besoin.
En 1995, après analyse des plumes de l’Ara de Spix encore en liberté, réalisée dans le but d’en confirmer le sexe (mâle), une femelle captive mais d’origine sauvage fut relâchée pour qu’elle le rejoigne. Cependant, le mâle sauvage s’était apparié avec un Ara d'Illiger solitaire, et bien que la femelle relâchée ait rencontré le mâle, ils ne formèrent pas de couple, peut-être à cause de l’Ara d’Illiger, et par conséquent la femelle disparut. Quant au mâle, il n’a plus été revu depuis l'an 2000 et il est probablement mort ; selon l'UICN, l’espèce est donc désormais probablement éteinte dans la nature, et ne subsiste plus qu’en captivité.
L’Ara de Spix figure à l’annexe I de la CITES depuis sa création (cette annexe I regroupe les espèces dont le statut est si défavorable qu’aucune forme de commerce n’est acceptable) ; la possession privée de cet ara a même été prohibée par la loi brésilienne depuis les années 1960, ce qui n’a pas empêché les derniers spécimens d’aboutir entre les mains des plus riches collectionneurs du monde. Aucune législation n’a pu par elle-même aider une espèce aussi convoitée.
Les quelques dizaines d'individus vivant en captivité sont désormais présents au Qatar, aux îles Canaries (Espagne), en Allemagne et au Brésil même. Une coordination est actuellement mise en place pour reconstituer une population plus importante par échange des individus.
Le 18 juin 2016, un Ara de Spix a été vu et filmé à l'état sauvage dans la région de la Caatinga dans l'État de Bahia, au Nord-Est du Brésil.
La reproduction a lieu lors de la saison estivale et la femelle pond de deux à cinq œufs.
| Institution \ Effectifs en 2010                                                  | Mâles | Femelles | Juvéniles | Total |
| -------------------------------------------------------------------------------- | ----- | -------- | --------- | ----- |
| Al Wabra Wildlife Preservation, Qatar                                            | 24    | 36       | 4         | 64    |
| Association for the Conservation of Threatened Parrots (ACTP), Berlin, Allemagne | 4     | 3        | 1         | 8     |
| Fondation Loro Parque, Tenerife, Îles Canaries, Espagne                          | 0     | 1        | 0         | 1     |
| Fondation Lymington, São Paulo, Brésil                                           | 1     | 0        | 0         | 1     |
| Nest, Avare, Brésil                                                              | 3     | 7        | 0         | 10    |
| Éleveurs privés                                                                  | ?     | ?        | ~13       | ~13   |
| Total                                                                            | 32    | 47       | 18        | 97    |

Tableau basé sur les données du Al Wabra ICMBio de juin 2013.
Le Jurong Bird Park (Singapour) et Pairi Daiza (Belgique) notamment accueillent également depuis des Aras de Spix.

### Réintroduction
Un plan de réintroduction, à partir de spécimens captifs, a été mis en place en 2018. Avec l'aide de généticiens, une population d'une centaine d'individus a été reconstituée. Le 11 juin 2022, huit de ces perroquets ont été réintroduits dans la nature, en compagnie de huit aras d'Illiger qui pourront les aider à recouvrer les comportements appropriés à la vie sauvage (recherche de la nourriture, mise en alerte face aux prédateurs). Douze autres ont été lâchés en décembre,. En 2023 les premières naissances de ara de spix à l'état naturel ont été confirmées.

### GenreCyanopsitta
- (en) Zoonomen Nomenclature Resource (Alan P. Peterson) : Cyanopsitta  dans Psittaciformes
- (en) Animal Diversity Web : Cyanopsitta
- (en) NCBI : Cyanopsitta (taxons inclus)
- (en) UICN : taxon  Cyanopsitta  (consulté le 26 mars 2023)
- (fr + en) CITES : genre Cyanopsitta (sur le site de l’UNEP-WCMC)

### EspèceCyanopsitta spixii
- (fr) Oiseaux.net : Cyanopsitta spixii (+ répartition)
- (en) Congrès ornithologique international : Cyanopsitta spixii dans l'ordre Psittaciformes
- (en) Zoonomen Nomenclature Resource (Alan P. Peterson) : Cyanopsitta spixii  dans Psittaciformes
- (en) Tree of Life Web Project : Cyanopsitta spixii
- (en) Animal Diversity Web : Cyanopsitta spixii
- (en) NCBI : Cyanopsitta spixii (taxons inclus)
- (en) UICN : espèce Cyanopsitta spixii (Wagler 1832) (consulté le 12 mai 2015)
- (en) CITES : Cyanopsitta spixii (Wagler 1832)  (+ répartition sur Species+) (consulté le 12 mai 2015)
- (fr) CITES : taxon  Cyanopsitta spixii (sur le site du ministère français de l'Écologie) (consulté le 12 mai 2015)